# برايان سميث (دراج)
برايان سميث (بالإنجليزية: Brian Smith)‏ هو دراج بريطاني، ولد في 7 يوليو 1967 في بيزلي في المملكة المتحدة.

## وصلات خارجية
- برايان سميث على موقع أرشيف الدراجات (الإنجليزية)
- برايان سميث على موقع إحصائيات الدراجات الإحترافية (الإنجليزية)
- برايان سميث على موقع أوليمبيديا (الإنجليزية)
- برايان سميث على موقع اللجنة الأولمبية البريطانية (الإنجليزية)